# Allocotocera boletinoides
Allocotocera boletinoides är en tvåvingeart som först beskrevs av Marshall 1896.  Allocotocera boletinoides ingår i släktet Allocotocera och familjen svampmyggor. Inga underarter finns listade i Catalogue of Life.